# Carezze
Carezze è il nono album di studio del complesso musicale italiano degli Alunni del Sole, pubblicato nel 1981.

## Tracce
1. Carezze (Silvano Ambrogi / Mario Barletta / Nello Ciangherotti / Giancarlo Guardabassi)
2. Cielo grigio
3. Un sogno in più
4. Amica
5. Il giorno che verrà
6. Giulia
7. Senza te
8. Era Carnevale
9. Via di primavera
10. L'acqua di una fontana